# Aphthargelia rumbleboredomia
Aphthargelia rumbleboredomia är en insektsart som först beskrevs av Andrew S. Jensen 2013. Aphthargelia rumbleboredomia ingår i släktet Aphthargelia och familjen långrörsbladlöss.